# Nashville Skyline
Nashville Skyline is het negende studioalbum van de singer-songwriter Bob Dylan. Het werd op 9 april 1969 door Columbia Records uitgebracht. Het album kenmerkt zich door de country-invloeden. Dylan, die eerder platen uitbracht met veel folk- en rock-'n-roll-invloeden, maakte hiermee een grote omslag. Het bevat onder andere Girl from the North Country, een duet met Johnny Cash, die in dezelfde studio, de Columbia Studio's in Nashville, aan het opnemen was met zijn eigen band voor het album Hello, I'm Johnny Cash. Verder staat het nummer Lay Lady Lay op dit album, dat een van zijn grootste hits zou worden. Het bereikte de zevende plaats in de Verenigde Staten en de vijfde plaats in Groot-Brittannië.

## Opnamen
Producer Bob Johnston nodigde een aantal muzikanten van de sessies voor John Wesley Harding uit, Charlie McCoy op basgitaar, Kenny Buttrey op drums en Pete Drake op steelgitaar. Daarnaast werden pianist Bob Wilson en de gitaristen Norman Blake en Charlie Daniels gevraagd.
Er werden veel meer nummers opgenomen, dan de tien, die op het vinyl terecht kwamen. In 2019 werden alle outtakes van het album, waaronder meer duetten met Johnny Cash uitgebracht op het label Legacy Recordings onder de naam Travelin' Thru, subtitel The Bootleg Series Vol. 15.

## Tracklist
Alle muziek en teksten zijn geschreven door Bob Dylan. 
| Nr. | Titel                                         | Duur |
| --- | --------------------------------------------- | ---- |
| 1.  | Girl from the North Country (met Johnny Cash) | 3:41 |
| 2.  | Nashville Skyline Rag (instrumentaal)         | 3:12 |
| 3.  | To Be Alone with You                          | 2:07 |
| 4.  | I Threw It All Away                           | 2:23 |
| 5.  | Peggy Day                                     | 2:01 |

| 6.                 | Lay Lady Lay                          | 3:18 |
| 7.                 | One More Night                        | 2:23 |
| 8.                 | Tell Me That It Isn't True            | 2:41 |
| 9.                 | Country Pie                           | 1:37 |
| 10.                | Tonight I'll Be Staying Here with You | 3:23 |
| Totale duur: 26:48 |                                       |      |